# Argyrosaurus
Argyrosaurus ist eine Gattung sauropoder Dinosaurier aus der Gruppe der Titanosauria. Fossilien dieser Gattung stammen aus der Oberkreide (Campanium oder Maastrichtium) von Argentinien.
Argyrosaurus wurde 1893 von Richard Lydekker anhand eines Vorderbeins erstmals wissenschaftlich beschrieben, einzige Art ist Argyrosaurus superbus. Weitere Knochenreste, die zu dieser Gattung gestellt wurden, stammen insbesondere aus der Bajo-Barreal-Formation. Der Name Argyrosaurus (gr. argyros – „silber“, gr. saura – „Echse“) bedeutet so viel wie „Silberechse“ und verweist auf das Land Argentinien („Land des Silbers“), wo die Fossilien gefunden wurden.

## Merkmale
Argyrosaurus war ein großer Titanosaurier. Von anderen Gattungen lässt er sich durch besonders hohe und kurze Wirbelbögen abgrenzen. Das aus Elle (Ulna) und Speiche (Radius) bestehende Unterbein war robust, die Mittelhandknochen waren wie bei anderen Vertretern der Macronaria lang. Der Oberarmknochen (Humerus) zeigt ein rechteckiges oberes Ende, ähnlich wie bei den fortgeschrittenen (abgeleiteten) Titanosauriern Saltasaurus und Opisthocoelicaudia. Ein wichtiges Merkmal, das die Einordnung innerhalb der Titanosauria bestätigt (Synapomorphie), ist ein ausgeprägter Knochensporn am oberen Ende der Elle (Olekranon).

## Forschungsgeschichte und Validität der Gattung
Richard Lydekker beschrieb Argyrosaurus 1893 auf Basis eines artikulierten Vorderbeins inklusive Handskelett, das im Gebiet des Río Chubuts entdeckt wurde. Bei seiner Erstbeschreibung ordnete er zwei weitere Funde aus anderen Fundstellen ebenfalls dieser Gattung zu. Diese Funde – ein Oberschenkelknochen (Femur) vom Río Senguerr sowie zwei große Schwanzwirbel aus Santa Cruz – ähnelten sich laut Lydekker zwar in Farbe und Mineralzusammensetzung, die Zuordnung dieser Funde zu Argyrosaurus konnte von jüngeren Untersuchungen jedoch nicht bestätigt werden. Powell (1986) und Bonaparte (1996) schrieben dieser Gattung drei Rückenwirbel, drei Schwanzwirbel, ein Schulterblatt, ein Oberarmknochen, Elle und Speiche beider Vorderbeine sowie Oberschenkelknochen und Schienbein (Tibia) zu, die in der Bajo-Barreal-Formation gefunden wurden.
Upchurch und Kollegen (2004) bemerken, das der Status der Gattung zweifelhaft sei. So finden sich die einzigen diagnostischen Merkmale an den vorderen Schwanzwirbeln, die jedoch nicht zur Typserie gehören. Somit muss Argyrosaurus in Zukunft möglicherweise als Nomen dubium (zweifelhafter Name) geführt werden.

## Systematik
Die systematische Position dieser Gattung innerhalb der Titanosauria ist unklar. Von den meisten Autoren wurde Argyrosaurus zu den Titanosauridae gestellt, einer Gruppe fortschrittlicher Titanosauria. Der Name Titanosauridae wird von vielen Forschern derzeit nicht mehr anerkannt – stattdessen wurde der Name Lithostrotia vorgeschlagen. Upchurch und Kollegen (2004) klassifizieren Argyrosaurus außerhalb der Lithostrotia. Powell (1986) stellte Argyrosaurus in eine eigene Unterfamilie, die Argyrosaurinae. Der Name Argyrosaurinae wurde zwar von einigen späteren Autoren benutzt (beispielsweise Bonaparte, 1996), fand jedoch keine breite Verwendung.